# 에렌페스트-톨먼 효과
에렌페스트-톨먼 효과 (Ehrenfest-Tolman effect, 톨먼-에렌페스트 효과라고도 함)는 리처드 C. 톨먼과 파울 에렌페스트에 의한 것으로, 일반 상대성 이론에서 열 평형 상태의 공간에서 온도가 일정하지 않고 시공간의 곡률에 따라 변한다는 주장이다. 이는 특히 시공간 메트릭에 의존한다. 시간과 같은 킬링 벡터장 {\displaystyle \xi }이 있는 정지된 시공간에서 온도 {\displaystyle T}는 대신에 톨먼-에렌페스트 관계, 즉  {\displaystyle T\,||\xi ||=\mathrm {constant} }, 여기서 {\displaystyle ||\xi ||={\sqrt {g_{ab}\xi ^{a}\xi ^{b}}}} 는 타임 라이크 킬링 벡터 필드의 표준(norm)인 관계를 만족한다. 
이 관계식에 의하면 완전히 일반 상대론적인 열역학을 위한 가능한 기초로 여겨져 온 '열적 시간'의 개념에 도달하게 된다. 온도가 '고유 시간'에 대한 '열적 시간'의 비율이라는 개념에 등가 원리를 적용하면 톨먼-에렌페스트 효과가 도출될 수 있음이 증명되었다.